# Master of the Skies: The Red Ace
Master of the Skies: The Red Ace (también llamado Hunt for the Red Baron) es un videojuego de simulación de vuelo de combate desarrollado y publicado por Fiendish Games para Microsoft Windows. Fue lanzado el 30 de abril de 2000. También fue publicado por Small Rockets y Global Star Software.

## Jugabilidad
El juego se basa en la Primera Guerra Mundial y el jugador asume el papel de volar uno de los primeros aviones de combate aliados de la historia. El jugador tiene que completar misiones como luchar contra aviones enemigos, destruir tanques y cañones automáticos, bombardear fábricas, salvar a otros pilotos, etc. A medida que el jugador avanza a través de los niveles, se le otorgan rangos más altos, desde Cabo hasta Coronel. Hay un total de 25 misiones ambientadas en tres áreas diferentes: Francia, Bélgica y África. Hay cuatro aviones disponibles para volar que la computadora selecciona automáticamente para el jugador. El jugador está equipado con ametralladoras y cohetes o bombas. En la misión final, el jugador finalmente logra rastrear al Barón Rojo, lo involucra en combate y emerge como el vencedor. Tan pronto como se completa la última misión, el jugador obtiene acceso a numerosos códigos de trucos.

## Desarrollo
Este juego fue desarrollado originalmente por Fiendish Games. Sin embargo, la empresa pronto quedó en quiebra y ya no pudo vender el juego. Sin embargo, Small Rockets había reanudado la distribución del juego, además de lanzar una secuela llamada Red Ace Squadron en 2001.

## Recepción
El juego obtuvo una buena recepción por parte de la crítica y los clientes debido a su gráficos y su argumento. La revista PC Gamer de Reino Unido le dio al juego una calificación de 83/100, mientras que Lake's Digital Arts le dio una calificación de 8/10. IGN PC elogió el juego por su uso innovador de la distribución digital e hizo el siguiente buen comentario sobre el juego: Es rápido como un rayo... y divertido, ¡como volar de verdad!